# Calore (Venticano)
Calore è una delle tre frazioni che compongono il comune di Venticano, in provincia di Avellino. 
Prende il nome dall'omonimo fiume che attraversa la frazione, il Calore Irpino o Beneventano, lungo 108 km, principale affluente del fiume Volturno.

## Geografia fisica
La frazione sorge lungo il confine con il comune di Mirabella Eclano a circa 5 km da Venticano, sede comunale.
La frazione è attraversata dalla strada statale 7 via Appia mentre proprio da Calore ha origine la strada statale 90 delle Puglie diretta a Foggia.
Tra Calore e l'altra frazione Castel del Lago passava la via Appia antica, testimoniata dalle rovine di un ponte romano che sorge a cavallo dei comuni di Venticano, Mirabella Eclano, Apice e Calvi.